# نادي الشامية
نادي الشامية الرياضي هو فريق كرة قدم عراقي مقره في قضاء الشامية، القادسية، يلعب في الدوري العراقي الدرجة الثانية.

## روابط خارجية
- نادي الشامية on Goalzz.com
- أندية العراق - تواريخ التأسيس